# Southern Football League
Die Southern League ist eine englische Fußballliga an der halbprofessionelle und Amateurvereine aus dem Südwesten und Süden Englands sowie aus den Midlands teilnehmen. Aus historischen Gründen spielt aktuell auch der walisische Verein Merthyr Tydfil mit. Die Liga bildet momentan mit der Isthmian League und der Northern Premier League die siebte und achte Ligastufe im englischen Ligensystem.
Die Struktur der Liga veränderte sich mehrmals seit ihrer Gründung 1894. Aktuell spielen 65 Vereine in 4 Gruppen. Die Premier Division Central und Premier Division South bilden die 3. Stufe des nationalen Ligensystems unter der Conference South. Unter der Premier Division sind die Regionalgruppen (Division One Central und Division One South) angesiedelt. Unter den Regionalgruppen sind verschiedene regionale Ligen angesiedelt.

## Geschichte
In Südengland entwickelte sich der Profifußball langsamer als in Nordengland. Als 1885 die FA Profifußball erlaubt und 1888 die The Football League gegründet wurde, sträubten sich die regionalen Fußballverbände im Süden gegen die Professionalisierung.
Woolwich Arsenal (heute als FC Arsenal bekannt) war 1891 der erste Londoner Verein der den professionellen Fußballbetrieb aufnahm. Arsenal war der Hauptmotivator hinter dem Versuch die Southern League als Nachahmung der bestehenden Football League zu gründen. Dieser Versuch scheiterte und so wurde Arsenal 1893 das erste Mitglied der Football League südlich von Birmingham. 1892 wurde eine Amateurliga mit dem Namen Southern Alliance gegründet, die 7 Mitglieder besaß, nach einer unvollständigen Saison, allerdings ihre Tore schloss. 1894 startete Millwall Athletic einen neuen Anlauf für die Southern League. Sie wurde zu einer Liga für Profi- wie Amateurteams.
Die 16 Gründungsmitglieder waren:
| Division One             |
| ------------------------ |
| FC Chatham               |
| FC Clapton               |
| FC Ilford                |
| Luton Town               |
| Millwall Athletic        |
| FC Reading               |
| Royal Ordnance Factories |
| 2nd Scots Guards         |
| Swindon Town             |

| Division Two        |
| ------------------- |
| FC Bromley          |
| FC Chesham          |
| Maidenhead          |
| New Brompton        |
| FC Old St Stephen’s |
| Sheppey United      |
| FC Uxbridge         |

2nd Scots Guards zogen sich vor der ersten Saison zurück und wurden durch Southampton St Mary’s ersetzt. Woolwich Arsenal versuchte seine Zweitmannschaft in die zweite Division zu schicken, der Antrag wurde verweigert.
Die Southern League wurde abgesehen von der The Football League in Süd- und Zentralengland schnell die dominierende Liga. 1907 akzeptierte sie den ersten nördlichen Teilnehmer: Bradford Park Avenue. Von den 16 Gründungsmitgliedern waren nur noch 5 in der Liga verblieben: Gillingham (umbenannt in New Brompton), Luton Town, Millwall, Reading, Southampton und Swindon Town. 1901 gewann Tottenham Hotspur als erster und einziger Verein aus der Southern League den FA Cup.

## Bisherige Southern-League-Meister
| Saison  | Division One          | Division Two               |
| ------- | --------------------- | -------------------------- |
| 1894/95 | Millwall Athletic     | New Brompton               |
| 1895/96 | Millwall Athletic     | Wolverton L & NWR          |
| 1896/97 | Southampton St Mary’s | Dartford                   |
| 1897/98 | Southampton           | Royal Artillery Portsmouth |

Zur Saison 1898/99 wurde die Division Two in die London- und die South-West-Gruppe geteilt, die Meister spielten ein Play-off.
| Saison  | Division One   | Division Two (London) | Division Two (SW) | Division Two Playoff |
| ------- | -------------- | --------------------- | ----------------- | -------------------- |
| 1898/99 | FC Southampton | Thames Ironworks      | Cowes             | Thames siegt 3:1     |

In der Saison 1899/00 kehrte die Liga zum alten Format zurück.
| Saison  | Division One        | Division Two    |
| ------- | ------------------- | --------------- |
| 1899/00 | Tottenham Hotspur   | FC Watford      |
| 1900/01 | FC Southampton      | FC Brentford    |
| 1901/02 | FC Portsmouth       | FC Fulham       |
| 1902/03 | FC Southampton      | FC Fulham       |
| 1903/04 | FC Southampton      | FC Watford      |
| 1904/05 | Bristol Rovers      | Fulham Reserves |
| 1905/06 | FC Fulham           | Crystal Palace  |
| 1906/07 | FC Fulham           | Southend United |
| 1907/08 | Queens Park Rangers | Southend United |
| 1908/09 | Northampton Town    | Croydon Common  |

In der Saison 1909/10 wurde die Division Two in zwei Gruppen geteilt, die Meister spielten ein Play-off.
| Saison  | Division One           | Division Two (A) | Division Two (B)       | Division Two Playoff |
| ------- | ---------------------- | ---------------- | ---------------------- | -------------------- |
| 1909/10 | Brighton & Hove Albion | FC Stoke         | Hastings & St Leonards | Stoke gewinnt 6:0    |

In der Saison 1910/11 kehrte die Liga zum alten Format zurück.
| Saison  | Division One        | Division Two   |
| ------- | ------------------- | -------------- |
| 1910/11 | Swindon Town        | FC Reading     |
| 1911/12 | Queens Park Rangers | Merthyr Town   |
| 1912/13 | Plymouth Argyle     | Cardiff City   |
| 1913/14 | Swindon Town        | Croydon Common |
| 1914/15 | FC Watford          | FC Stoke       |
| 1919/20 | FC Portsmouth       | Mid Rhondda    |

Am Ende der Saison 1919/20 wechselte die Mehrheit der First Division Mannschaften in die Third Division der Football League. Die Southern League wurde daher in zwei nationale Gruppen geteilt: 1 für England, eine für Wales, die Meister spielten ein Play-off aus.
| Saison  | English Section                 | Welsh Section | Championship Playoff  |
| ------- | ------------------------------- | ------------- | --------------------- |
| 1920/21 | Brighton & Hove Albion Reserves | FC Barry      | Brighton gewinnt 2:1  |
| 1921/22 | Plymouth Argyle Reserves        | Ebbw Vale AFC | Plymouth gewinnt 3:0  |
| 1922/23 | Bristol City Reserves           | Ebbw Vale AFC | Ebbw Vale gewinnt 2:1 |

In der Saison 1923/24 wurde die Liga in zwei Regionalgruppen aufgeteilt, die Sieger spielten ein Play-off.
| Saison  | Eastern Section                 | Western Section          | Championship Playoff    |
| ------- | ------------------------------- | ------------------------ | ----------------------- |
| 1923/24 | Peterborough & Fletton United   | Yeovil & Petters United  | Yeovil gewinnt 3:1      |
| 1924/25 | Southampton Reserves            | Swansea Town Reserves    | Southampton gewinnt 2:1 |
| 1925/26 | Millwall Reserves               | Plymouth Argyle Reserves | Plymouth gewinnt 1:0    |
| 1926/27 | Brighton & Hove Albion Reserves | Torquay United           | Brighton gewinnt 4:0    |
| 1927/28 | Kettering Town                  | Bristol City Reserves    | Kettering gewinnt 5:0   |
| 1928/29 | Kettering Town                  | Plymouth Argyle Reserves | Plymouth gewinnt 4:2    |
| 1929/30 | Aldershot Town                  | Bath City                | Aldershot gewinnt 3:2   |
| 1930/31 | FC Dartford                     | Exeter City Reserves     | Dartford gewinnt 7:2    |
| 1931/32 | FC Dartford                     | Yeovil & Petters United  | Dartford gewinnt 2:1    |
| 1932/33 | Norwich City Reserves           | Bath City                | Norwich gewinnt 2:1     |

In der Saison 1933/34 wurde eine zusätzliche Gruppe, die Central Section, eingeführt. Die Central Section beinhaltete Teams aus den anderen Gruppen und galt nicht für die Gesamtmeisterschaft.
| Saison  | Eastern Section       | Western Section          | Central Section          | Championship Playoff |
| ------- | --------------------- | ------------------------ | ------------------------ | -------------------- |
| 1933/34 | Norwich City Reserves | Plymouth Argyle Reserves | Plymouth Argyle Reserves | Plymouth gewinnt 3:0 |
| 1934/35 | Norwich City Reserves | Yeovil & Petters United  | FC Folkestone            | Norwich gewinnt 7:2  |
| 1935/36 | FC Margate            | Plymouth Argyle Reserves | Margate                  | Margate gewinnt 3:1  |

In der Saison 1936/37 wurden die Gruppen zu einer zusammengelegt, zusätzlich gab es eine Midweek section, die nicht für die Meisterschaft zählte.
| Saison  | Southern League   | Midweek Section         |
| ------- | ----------------- | ----------------------- |
| 1936/37 | Ipswich Town      | FC Margate              |
| 1937/38 | Guildford City    | Millwall Reserves       |
| 1938/39 | Colchester United | Tunbridge Wells Rangers |

In der Saison 1945/46 wurde die Midweek section wegen des Zweiten Weltkriegs ausgesetzt.
| Saison  | Southern League        |
| ------- | ---------------------- |
| 1945/46 | Chelmsford City        |
| 1946/47 | FC Gillingham          |
| 1947/48 | Merthyr Tydfil FC      |
| 1948/49 | FC Gillingham          |
| 1949/50 | Merthyr Tydfil FC      |
| 1950/51 | Merthyr Tydfil FC      |
| 1951/52 | Merthyr Tydfil FC      |
| 1952/53 | Headington United      |
| 1953/54 | Merthyr Tydfil FC      |
| 1954/55 | Yeovil Town            |
| 1955/56 | Guildford City         |
| 1956/57 | Kettering Town         |
| 1957/58 | Gravesend & Northfleet |

In der Saison 1958/59 wurde die Southern League wieder in 2 Gruppen geteilt, die Gewinner spielten ein Play-off.
| Saison  | North-Western Section | South-Eastern Section | Championship Playoff |
| ------- | --------------------- | --------------------- | -------------------- |
| 1958/59 | Hereford United       | Bedford Town          | Bedford gewinnt 3:0  |

In der folgenden Saison bildeten die 2 Gruppen die Premier Division. Es wurde eine Division One gebildet.
| Saison  | Premier Division | Division One    |
| ------- | ---------------- | --------------- |
| 1959/60 | Bath City        | Clacton Town    |
| 1960/61 | Oxford United    | Kettering Town  |
| 1961/62 | Oxford United    | Wisbech Town    |
| 1962/63 | Cambridge City   | FC Margate      |
| 1963/64 | Yeovil Town      | Folkestone Town |
| 1964/65 | FC Weymouth      | Hereford United |
| 1965/66 | FC Weymouth      | FC Barnet       |
| 1966/67 | FC Romford       | FC Dover        |
| 1967/68 | Chelmsford City  | Worcester City  |
| 1968/69 | Cambridge United | Brentwood Town  |
| 1969/70 | Cambridge United | Bedford Town    |
| 1970/71 | Yeovil Town      | Guildford City  |

In der Saison 1971/72 wurde die Division One regionalisiert.
| Saison  | Premier Division | Division One North | Division One South     |
| ------- | ---------------- | ------------------ | ---------------------- |
| 1971/72 | Chelmsford City  | Kettering Town     | FC Waterlooville       |
| 1972/73 | Kettering Town   | FC Grantham        | Maidstone United       |
| 1973/74 | FC Dartford      | FC Stourbridge     | FC Wealdstone          |
| 1974/75 | FC Wimbledon     | Bedford Town       | Gravesend & Northfleet |
| 1975/76 | FC Wimbledon     | Redditch United    | FC Minehead            |
| 1976/77 | FC Wimbledon     | Worcester City     | FC Barnet              |
| 1977/78 | Bath City        | Witney Town        | FC Margate             |
| 1978/79 | Worcester City   | FC Grantham        | FC Dover               |

In der Saison 1979/80 wanderten 13 Premier Division Mannschaften in die neue Alliance Premier League. Die Premier Division und die Division One(der Southern League) wurden verschmolzen und nach regionalen Gesichtspunkten in 2 Gruppen aufgeteilt. 
| Saison  | Midland Division | Southern Division |
| ------- | ---------------- | ----------------- |
| 1979/80 | Bridgend Town    | Dorchester Town   |
| 1980/81 | FC Alvechurch    | FC Dartford       |
| 1981/82 | Nuneaton Borough | FC Wealdstone     |

In der Saison 1982/83 wurde die Premier Division über den Regionalgruppen wiedereingeführt.
| Saison  | Premier Division    | Midland Division   | Southern Division      |
| ------- | ------------------- | ------------------ | ---------------------- |
| 1982/83 | FC Leamington       | Cheltenham Town    | Fisher Athletic        |
| 1983/84 | FC Dartford         | Willenhall Town    | Road-Sea Southampton   |
| 1984/85 | Cheltenham Town     | Dudley Town        | Basingstoke Town       |
| 1985/86 | Welling United      | Bromsgrove Rovers  | Cambridge City         |
| 1986/87 | Fisher Athletic     | VS Rugby           | Dorchester Town        |
| 1987/88 | Aylesbury United    | Merthyr Tydfil FC  | Dover Athletic         |
| 1988/89 | Merthyr Tydfil FC   | Gloucester City    | Chelmsford City        |
| 1989/90 | Dover Athletic      | Halesowen Town     | FC Bashley             |
| 1990/91 | Farnborough Town    | FC Stourbridge     | Buckingham Town        |
| 1991/92 | Bromsgrove Rovers   | Solihull Borough   | Hastings Town          |
| 1992/93 | Dover Athletic      | Nuneaton Borough   | FC Sittingbourne       |
| 1993/94 | Farnborough Town    | Rushden & Diamonds | Gravesend & Northfleet |
| 1994/95 | Hednesford Town     | AFC Newport County | Salisbury City FC      |
| 1995/96 | Rushden & Diamonds  | Nuneaton Borough   | FC Sittingbourne       |
| 1996/97 | Gresley Rovers      | FC Tamworth        | Forest Green Rovers    |
| 1997/98 | Forest Green Rovers | Grantham Town      | FC Weymouth            |
| 1998/99 | Nuneaton Borough    | Clevedon Town      | Havant & Waterlooville |
| 1999/00 | Boston United       | Stafford Rangers   | Fisher Athletic        |

In der Saison 2000/01 wurden die Regionalgruppen wieder Western und Eastern division genannt.
| Saison  | Premier Division  | Western Division    | Eastern Division |
| ------- | ----------------- | ------------------- | ---------------- |
| 2000/01 | FC Margate        | Hinckley United     | FC Newport IOW   |
| 2001/02 | Kettering Town    | Halesowen Town      | Hastings Town    |
| 2002/03 | FC Tamworth       | Merthyr Tydfil FC   | Dorchester Town  |
| 2003/04 | Crawley Town      | Redditch United     | FC King’s Lynn   |
| 2004/05 | FC Histon         | Mangotsfield United | Fisher Athletic  |
| 2005/06 | Salisbury City FC | Clevedon Town       | FC Boreham Wood  |

In der Saison 2006/07 wurden die zwei Regionalgruppen wieder Division One Milands und Division One South & West genannt.
| Saison  | Premier Division     | Division One Midlands | Division One South & West |
| ------- | -------------------- | --------------------- | ------------------------- |
| 2006/07 | Bath City            | Brackley Town         | FC Bashley                |
| 2007/08 | FC King’s Lynn       | Evesham United        | FC Farnborough            |
| 2008/09 | Corby Town           | FC Leamington         | Truro City                |
| 2009/10 | FC Farnborough       | Bury Town             | Windsor & Eton            |
| 2010/11 | Truro City           | Arlesey Town          | AFC Totton                |
| 2011/12 | Brackley Town        | St. Neots Town        | AFC Bideford              |
| 2012/13 | FC Leamington        | FC Burnham            | Poole Town                |
| 2013/14 | Hemel Hempstead Town | Dunstable Town        | Cirencester Town          |
| 2014/15 | Corby Town           | Kettering Town        | Merthyr Town              |
| 2015/16 | Poole Town           | FC Kings Langley      | Cinderford Town           |
| 2016/17 | Chippenham Town      | Royston Town          | FC Hereford               |

Ab der Saison 2017/18 wurden die Regionalgruppen wieder West und East Division genannt.
| Saison  | Premier Division | East Division     | West Division |
| ------- | ---------------- | ----------------- | ------------- |
| 2017/18 | FC Hereford      | Beaconsfield Town | Taunton Town  |

In der Saison 2018/19 wurde die Liga komplett reorganisiert. Die Premier Division wurde auf zwei Gruppen geteilt – Central und South, während die Division One-Gruppen erneut Central und South benannt wurden.
| Saison  | Premier Division Central                     | Premier Division South                       | Division One Central                         | Division One South                           |
| ------- | -------------------------------------------- | -------------------------------------------- | -------------------------------------------- | -------------------------------------------- |
| 2018/19 | Kettering Town                               | FC Weymouth                                  | Peterborough Sports                          | Blackfield & Langley                         |
| 2019/20 | Saisonabbruch aufgrund der COVID-19-Pandemie | Saisonabbruch aufgrund der COVID-19-Pandemie | Saisonabbruch aufgrund der COVID-19-Pandemie | Saisonabbruch aufgrund der COVID-19-Pandemie |
| 2020/21 | Saisonabbruch aufgrund der COVID-19-Pandemie | Saisonabbruch aufgrund der COVID-19-Pandemie | Saisonabbruch aufgrund der COVID-19-Pandemie | Saisonabbruch aufgrund der COVID-19-Pandemie |
| 2021/22 | Banbury United                               | Taunton Town                                 | Bedford Town                                 | Plymouth Parkway                             |
| 2022/23 | FC Tamworth                                  | AFC Weston-super-Mare                        | FC Berkhamsted                               | AFC Totton                                   |
| 2023/24 | FC Needham Market                            | Chesham United                               | Biggleswade Town                             | Wimborne Town                                |
| 2024/25 | Bedford Town                                 | FC Merthyr Town                              | Real Bedford                                 | Yate Town                                    |

## Ligastruktur
Die Ligastruktur unterlag einigen Veränderungen und besteht aktuell aus der Premier Division und darunter aus Division One South & West und Division One Midlands. Die Sieger der Premier Division steigen gemeinsam mit den Gewinnern der Play-offs in die Conference North oder Conference South Division auf. Die Absteiger der Southern League spielen in der nächsten Saison in einer der folgenden Ligen:
- Combined Counties Football League
- Hellenic Football League
- Midland Football League
- Spartan South Midlands League
- United Counties League
- Wessex League
- Western Football League